# Сельский округ Бастау
Се́льский окру́г Баста́у (каз. Бастау ауылдық округі) — административная единица в составе Атбасарского района Акмолинской области Республики Казахстан. 
Административный центр и единственный населённый пункт — село Бастау.

## География
Сельский округ расположен в северо-западной части района, граничит:
- на востоке с Мариновским сельским округом,
- на юге с Тельманским сельским округом,
- на западе со селом Борисовка,
- на северо-западе с Покровским сельским округом,
- на севере с аулом Мадениет Сандыктауского района.

Через территорию сельского округа проходит автодорога республиканского значения М36 «Граница РФ (на Екатеринбург) — Алматы, через Костанай, Астана, Караганда» и Южносибирская магистраль.
Протекает река Ишим, — вдоль которой расположен единственный населённый пункт.

## История
В 1989 году существовал как — Новоалександровский сельсовет (село Новоалександровка).
В периоде 1991—1998 годов сельсовет был преобразован в сельский округ в соответствии с реформами административно-территориального устройства Республики Казахстан.
Постановлением акимата Акмолинской области от 12 декабря 2016 года № А-13/577 и решением Акмолинского областного маслихата от 12 декабря 2016 года № 6С-7-11 «О переименовании села Новоалександровка и Новоалександровского сельского округа Атбасарского района Акмолинской области» (зарегистрированное Департаментом юстиции Акмолинской области 13 января 2017 года № 5704): 
- село Новоалександровка было переименовано в село Бастау;
- Новоалександровский сельский округ был переименован в сельский округ Бастау.

## Население
| Численность населения | Численность населения | Численность населения |
| 1989                  | 1999                  | 2009                  |
| --------------------- | --------------------- | --------------------- |
| 1930                  | ↘1674                 | ↘1488                 |

## Состав
| № | Населённый пункт | Тип населённого пункта       | Население, 1989 | Население, 1999 | Население, 2009 |
| - | ---------------- | ---------------------------- | --------------- | --------------- | --------------- |
| 1 | Бастау           | село, административный центр | 1 930           | 1 674           | 1 488           |

## Местное самоуправление
Аппарат акима сельского округа Бастау — село Бастау, улица Байгара, 26.
- Аким сельского округа — Кайыржан Азамат[1].